# Робокоп (фильм, 2014)
«Робокоп» (англ. RoboCop) — супергеройский фильм режиссёра Жозе Падильи, ремейк одноимённого фильма Пола Верховена 1987 года. Первоначально премьера была назначена на 9 августа 2013 года, но позже она сместилась на 12 февраля 2014.

## Сюжет
Ведущий теленовостей Пэт Новак рассказывает жителям Америки о том, что дроны США используются во всех уголках мира, для поддержания порядка, кроме самой Америки. В прямом эфире показывают операцию по зачистке в Тегеране.
Полицейский Алекс Мёрфи рассказывает шефу полиции Карен Дин об операции по поимке опасного преступника Антуана Вэллона, в ходе которой был ранен его напарник Джек Льюис. Шеф просит Алекса не действовать самому и уверяет, что займётся этим делом сама.
Тем временем в Вашингтоне проходит заседание с главой корпорации Omnicorp Рэймондом Селларсом, который хочет внедрить продукцию компании на территории США, а именно использовать роботов на службе, вместо живых полицейских, однако народ голосует против использования дронов и в силу вступает акт сенатора Хьюберта Дрейфуса, запрещающий использование роботов. Главы Omnicorp решают создать новый революционный продукт, совмещающий разработки в сфере робототехники с человеческим мозгом. Для этого Селларс подключает своего гениального учёного, доктора Деннетта Нортона, уговаривая его принять участие в создании этого продукта.
Двое продажных полицейских из управления, где работает Алекс, встречаются с Антуаном Вэллоном, и тот даёт им указание убрать Мёрфи. Пока Алекс находится в больнице, навещая своего раненого напарника, один из помощников Вэллона закладывает бомбу в автомобиль Алекса.
Чиновники Omnicorp просматривают дела полицейских, которые могли бы стать потенциальными добровольцами для их нового проекта.
Алекс приезжает домой, укладывает сына и отправляется с женой Кларой в спальню. Там они непродолжительно занимаются сексом, но их отвлекает сигнализация. Алекс решает выйти и отключить её, но когда он подходит к машине, срабатывает детонатор бомбы, в результате чего Алекс получает смертельные ранения.
Доктор Нортон объясняет Кларе Мёрфи, что её муж в тяжёлом состоянии и если он выживет, то будет парализован ниже пояса и прикован к инвалидному креслу, ослепнув на один глаз и потеряв слух, и предлагает ей подписать декларацию, разрешающую использовать тело Алекса для проекта Omnicorp, которая могла бы спасти ему жизнь.
3 месяца спустя, Алекса будят в лаборатории Omnicorp в теле киборга. Деннетт объясняет ему, что это был единственный вариант, чтобы сохранить ему жизнь. Но Алекс не верит в то, что это правда, и вырывается из лаборатории, однако Деннетт отключает его. Вернув Алекса в лабораторию, Нортон снова объясняет ему, что всё, что с ним происходит — это реальность, и ему надо смириться с этим и принять этот факт. Алекс просит показать его тело и то, что от него осталось. С ужасом увидев, что от него остались лишь голова, лёгкие, сердце и правая кисть, он просит отключить его от системы жизнеобеспечения, но Деннетт убеждает его остаться в этом теле и говорит, что всё это было сделано по решению его жены, чтобы он смог жить дальше.
Алекс обучается тактике ведения боя с Риком Мэттоксом, военным стратегом Omnicorp, который работает с роботами. Однако Мэттокс сомневается в эффективности Алекса, поскольку, по его мнению, органике не место в системе. После неудачного испытания с рядовыми дронами Omnicorp, Селларс просит Деннетта исправить проблему и сделать Алекса более мобильным. Селларс со своим маркетологом Томом Поупом решает сделать киборга более тактичным и переодеть его в чёрную броню. Omnicorp проводят тест на базе, проверяя обновлённого Алекса. Тот без труда одолевает роботов EM-208.
Деннетт привозит Алекса к его дому и тот навещает жену с сыном. Затем он встречается в участке с бывшим напарником и говорит ему, что займётся Вэллоном и его бандой. Джек говорит «Я всегда ждал, что ты это скажешь» и говорит, что теперь они, хотя бы одного цвета.
Omnicorp и полиция Детройта готовят пресс-конференцию, на которой они представят свой новый продукт под названием «Робокоп». Тем временем в лаборатории Нортон загружает в мозг Алекса базу данных полиции для поимки преступников, но во время загрузки у него происходит припадок и он отключается. Нортон исправляет проблему, понизив Алексу уровень дофамина в его мозгу до 2 %, превратив его в лишённую эмоций машину. Алекс идёт на пресс-конференцию, игнорируя присутствие своей семьи, которая пришла его навестить. Выйдя на публику, он автоматически выявляет преступника Томаса Кинга среди толпы и арестовывает его, тем самым показав народу, что он является действенным орудием в борьбе с преступностью.
Пэт Новак показывает в новостях съёмки с места ареста и говорит народу, что Робокоп — это будущее американского правопорядка.
Клара разговаривает с Нортоном и рассказывает о своих переживаниях из-за мужа после увиденного на конференции. Нортон говорит Кларе, что ему нужно время, и он вернёт Алекса в норму.
Алекс приходит в участок и уведомляет шефа Дин о выбранных целях для арестов. Джек следует за Алексом и пытается с ним поговорить, но тот игнорирует его и уходит. Алекс ищет Джона Биггса и обнаруживает одного из его помощников. Он узнаёт место расположения его нарколаборатории, приезжает на место и убивает всех преступников в лаборатории, включая главаря Джона Биггса. Чиновники Omnicorp довольны увиденным, но Нортон нет: он считает, что сотворил нечто бесчеловечное.
Селларс беседует с Мэттоксом наедине. Они считают, что Нортон не может контролировать Алекса должным образом. Селларс просит Мэттокса следить за ним и лабораторией, дав тому полный доступ к программе.
В передаче Пэта Новака появляется Селларс, там он спорит с сенатором Дрейфусом на тему роботов. Сенатор, несмотря на успехи Omnicorp, по-прежнему против использования роботов, но Селларс уверяет, что с помощью Алекса преступность в городе упала на 80 % и что её можно будет искоренить, если выпустить на улицы сотни таких киборгов. Новак поддерживает идею Селларса.
Вэллон встречается со своими помощниками из полиции и те уверяют его, что всё под контролем, и что Алекс ему не угрожает.
В лаборатории Нортон общается с Лиз Клайн, та переживает из-за Клары и не желает, чтобы она виделась с Алексом, но в то же время они видят, что Клара перегородила проезд Алексу и пытается сказать ему, чтобы он вернулся домой и навестил сына, поскольку тот не ходит в школу и постоянно видит кошмары с той самой ночи, как Алекс подорвался на бомбе, но Алекс игнорирует её просьбы и уезжает. Тем не менее, по пути он прокручивает записи с камер. Увидев, как его сын в страхе избегает людей, он разворачивается и едет к своему дому. Там он моделирует ситуацию со взрывом машины, от которого он едва не погиб. В результате у него самопроизвольно восстанавливается весь уровень дофамина в мозгу, и Алекс снова становится человеком. Видя, что его сын был свидетелем взрыва, он уезжает и начинает искать Антуана Вэллона, ответственного за покушение на его жизнь.
Узнав через сообщника место нахождения базы Вэллона, он приезжает к нему и убивает всех, кто там был, включая самого Вэллона. На месте преступления он находит оружие, украденное из полицейского участка, и обнаруживает на нём отпечатки пальцев двух полицейских из управления, которые тайно работали на Вэллона. Вернувшись в участок, Алекс при поддержке Джека показывает улики продажным копам. В ходе допроса он убивает одного из них, другого нейтрализует шокером, узнав что за прикрытием Вэллона и утечкой оружия со склада стоит шеф полиции Карен Дин. Алекс идёт к ней и перед всеми заставляет её сознаться во всём, но в этот момент Мэттокс отключает Алекса. Когда Селларсу сообщают о случившемся, тот решает в свою пользу использовать ситуацию. В новостях говорят, что Робокоп раскрыл коррумпированное гнездо в департаменте полиции, но сам он находится в критическом состоянии. Сенат начинает голосовать за то, чтобы «акт Дрейфуса» был отменён.
Клара в новостях делает заявление, что Omnicorp проводят бесчеловечные эксперименты над её мужем и запрещают ей увидеться с ним. Селларс решает, что Алекс больше не нужен, побоявшись, что тот откроет правду народу, когда очнётся, и приказывает Мэттоксу устранить его. Тем временем Нортон пробирается в охраняемую лабораторию и пробуждает Алекса, рассказав ему, что Селларс собирался убить его, и чем руководствовались Omnicorp, создавая его. Алекс узнаёт, что Нортон, Селларс и другие лгали ему и его семье, что они работают на людей, желающих его смерти, и отправляется в Omnicorp для поимки Селларса.
Клара с сыном приходит на встречу с Селларсом и говорит ему, чтобы он оставил её семью в покое, она пытается уйти, но здание перекрывают, и её уводят. Селларс, узнав, что Алекс идёт за ним, решает покинуть здание на вертолёте. Попав в здание Omnicorp, Алекс вступает в бой с роботами ED-209. В процессе боя Алекс получает серьёзные повреждения, но его напарник Джек отвлекает роботов и даёт Алексу уйти. Клару с сыном приводят на крышу к Селларсу. Тот решает солгать ей, сказав, что органическая часть Алекса умерла, а механическая дала сбой и устроила перестрелку в здании. Он уговаривает её полететь с ним. Мэттокс встречает Алекса в коридоре и тот пытается застрелить его, но не может: у Мэттокса на руке браслет с красным кодом, который запрещает роботам действовать против него. Мэттокс пытается убить Алекса, но его убивает Джек, при этом получив ранение, но Алекс, просканировав его, говорит, что рана не смертельна и он выживет. После этого Алекс поднимается на крышу и пытается арестовать Селларса, но у того тоже срабатывает красный код. Тогда Алекс через всю силу направляет оружие на него и убивает ответным выстрелом, показав тем самым, что его человеческая личность не подвластна программе, однако при этом Селларс всё-таки успевает выстрелить в его повреждённую часть и Алекс падает, но он успокаивает родных и говорит, что всё будет хорошо.
Доктор Нортон восстанавливает тело Алекса, вернув ему первоначальную броню, после чего его навещают жена с сыном.
Пэт Новак в новостях говорит о том, что от материнской компании Omnicorp, Omni Consumer Products нет вестей, и что Президент США всё-таки решил поддержать «акт Дрейфуса». Новак обвиняет в этом Деннетта Нортона (обозвав Нортона матерным словом в прямом эфире), который дал показания против руководства Omnicorp и рассказал о том, как он распорядился своей программой.

## В ролях
| Актёр              | Роль                                          |
| ------------------ | --------------------------------------------- |
| Юэль Киннаман      | офицер полиции Алекс Мёрфи / Робокоп          |
| Гэри Олдмен        | доктор Деннетт Нортон                         |
| Сэмюэл Л. Джексон  | Пэт Новак                                     |
| Майкл Китон        | генеральный директор OmniCorp Рэймонд Селларс |
| Эбби Корниш        | Клара Мёрфи                                   |
| Джеки Эрл Хейли    | Рик Мэттокс                                   |
| Патрик Герроу      | Антоан Вэллон                                 |
| Джей Барушель      | глава отдела маркетинга OmniCorp Том Поуп     |
| Айми Гарсия        | учёный, помощница доктора Нортона Джей Ким    |
| Дженнифер Эль      | Лиз Клайн                                     |
| Майкл К. Уильямс   | напарник Мёрфи Джек Льюис                     |
| Мэрианн Жан-Батист | шеф полиции Детройта Карен Дин                |
| Дуглас Урбански    | Мэр Детройта Дюрант                           |

## Разработка
В 2008 году Даррен Аронофски объявил о ремейке с Дэвидом Селфом в качестве сценариста и бюджетом в 100 миллионов долларов, премьера была запланирована на 2010 год.
Проект неоднократно откладывали. В начале 2010 года Даррен Аронофски выступал против идеи Metro-Goldwyn-Mayer снимать фильм в формате 3D. В том же году MGM переживала серьёзный финансовый кризис, и проект был заброшен. Впоследствии Даррен Аронофски заявлял о желании продолжить работу над картиной, в случае если студия MGM решит свои финансовые проблемы
В 2012 году проект возродился под руководством бразильского режиссёра Жозе Падильи.

### Съёмки
Съёмки начались 1 сентября 2012 года в Канаде на студии Pinewood Toronto Studios и закончились 23 декабря 2012 года.

## Отзывы и критика
Фильм получил смешанные отзывы критиков. На сайте Rotten Tomatoes фильм имеет рейтинг одобрения деятельности 49 % на основе 191 отзывов и средний рейтинг 5,6/10.

## Будущее

### Возможное продолжение
11 сентября 2015 года Den of Geek сообщил, что Sony на данный момент работает над продолжением.

### Продолжение классической трилогии
В январе 2018 года было объявлено, что оригинальный автор «Робокопа» Эдвард Ноймайер заявил, что пишет сценарий к продолжению классического фильма 1987 года, который будет игнорировать как продолжения, так и ремейк 2014 года. В июле 2018 года было подтверждено, что новый фильм под названием «Возвращение Робокопа» будут режиссировать Нил Бломкамп и Джастин Роудс, переписывающий оригинальный сценарий Ноймайера и Майкла Майнера. Питер Уэллер заявил, что он, к сожалению, не вернётся к роли Робокопа. 15 августа 2019 года Бломкамп объявил в Твиттере, что больше не руководит режиссурой фильма, а вместо этого фокусируется на своём новом фильме ужасов.

### Новый перезапуск
В апреле 2023 года компания Amazon вместе с киностудией MGM приобрела права на перезапуск фильма «Робокоп».